# Löwenstedt
Löwenstedt (północnofryz. Jöömst; duń. Lyngsted lub Lyngsæd) – gmina w Niemczech w kraju związkowym Szlezwik-Holsztyn, w powiecie Nordfriesland, wchodzi w skład urzędu Viöl.